# Pam!TV
pam!TV（パムティーヴィー）は、CS放送アニマックスにてavex mode制作アニメ枠で流れていたアニメ・声優情報番組。

## 概要
アニマックスでの同社制作アニメの放映枠『avex mode アニメアワー』にて流れる、茅原実里がナビゲーターを務めるミニ情報番組。以前は嘉陽愛子が担当していた。 
主な内容は同社制作のアニメ作品に関する情報や出演する声優のミニコメントなどである。

## 放送時間
この番組は『avex mode アニメアワー』にて流れる作品が終了した後の数分間放送される。
- 月曜23:00〜23:30

### 再放送
- 月曜28:00〜28:30
- 火曜14:30〜15:00
- 土曜13:30〜14:00

なお、『avex mode アニメアワー』枠は2007年2月12日（本放映日）の放送をもって放送休止されている。